# Caniço de Baixo
Caniço de Baixo este o arie protejată (sit de importanță comunitară — SCI) din Portugalia întinsă pe o suprafață de 10,29 ha, integral pe uscat.

## Localizare
Centrul sitului Caniço de Baixo este situat la coordonatele 32°38′42″N 16°49′43″W / 32.6449°N 16.8285°V.

## Înființare
Situl Caniço de Baixo a fost declarat sit de importanță comunitară în decembrie 2015 pentru a proteja 1 specie de plante și 7 specii de animale.

## Biodiversitate
Situată în ecoregiunea , aria protejată conține 3 habitate naturale: Faleze cu floră endemică de pe coastele macaroneziene, Tufărișuri termo-mediteraneene și de pre-deșert, Păduri de Olea și Ceratonia.
La baza desemnării sitului se află mai multe specii protejate:
- plante (1): Maytenus umbellata
- păsări (7): porumbel (Columba livia), măcăleandru (Erithacus rubecula), vânturel roșu (Falco tinnunculus), codobatură de munte (Motacilla cinerea), Serinus canaria, silvie cu cap negru (Sylvia atricapilla), mierlă (Turdus merula)

Pe lângă speciile protejate, pe teritoriul sitului au mai fost identificate 12 specii de plante, 15 specii de păsări, 3 specii de mamifere, 12 specii de nevertebrate, 1 specie de reptile.